# دوقية لكة
دوقية لُكّة كانت دولة إيطالية بين عامي 1815 1847. تركزت في مدينة لكة.